# Bayarque
Bayarque este un municipiu în provincia Almería, Andaluzia, Spania cu o populație de 235 locuitori.